# Can Fontimarc
Can Fontimarc és un edifici del municipi d'Esparreguera (Baix Llobregat) inclòs en l'Inventari del Patrimoni Arquitectònic de Catalunya. És un edifici entre mitgeres de planta baixa i dos pisos. A la planta baixa es troba la porta d'entrada d'arc escarser amb dovelles i una finestra allindanada a la dreta. A cada pis hi ha dos balcons amb una obertura rectangular. La façana està coronada per una cornisa i la teulada és a dos vessants.